# 天主教新竹教區
天主教新竹教區是天主教會在台灣西北部設置的教區，成立於1961年，涵蓋範圍包括桃園市、新竹市、新竹縣、苗栗縣等縣市，教座則位於新竹市之北大堂。現任主教為李克勉主教。教區內共有約127位神父及修女服務。2006年至2015年連續10年獲中華民國內政部表揚為「績優宗教團體」，2017年獲得行政院獎勵。

## 沿革
臺灣於1859年開教後，最早是屬於臺灣海峽對岸的福建宗座代牧區（福州教區前身）管理，1883年改為新成立的廈門宗座代牧區（廈門教區前身）管轄，主要由西班牙籍道明會會士總理教務。台灣進入日治時代後，初期仍然屬於廈門宗座代牧區，1913年才獨立成立臺灣宗座監牧區（高雄教區前身），範圍涵蓋全臺灣。
1949年7月底，于斌總主教來臺，得到臺灣宗座監牧區陳若瑟神父同意簽字，將中部以北地區劃為臺北宗座監牧區。1949年12月30日，聖座正式將臺灣宗座監牧區劃分為臺北宗座監牧區與高雄宗座監牧區，首任臺北宗座監牧區宗座監牧由主徒会會士郭若石主教擔任。1950年1月13日，郭若石主教正式接收臺北宗座監牧區，所轄堂區其時有淡水、蘆洲、石碇、新店、臺北市華山、民生路、基隆文安里等7處。臺北宗座監牧區內的桃園、新竹、苗栗三縣，其時無任何堂區，因當時這三縣並無教友。1952年8月7日，聖座宣佈臺灣成為中國第二十一教省，臺北因係臺灣行都，於是升為總教區。
1961年3月21日，教宗若望二十三世宣布將桃園、新竹（市）、苗栗三縣由台北總教區劃出，成立新竹教區，並指派罗马宗座传信大学秘書長杜寶晉蒙席出任首任主教。同年5月21日（聖神降臨節）由教宗在梵蒂冈聖伯多祿大殿親自祝聖杜寶晉蒙席為主教，同年9月10日正式在新竹就職。為利教區推展社會服務工作，統籌供應及維持所經辦之宗教、社福、長期照顧、教育及醫療、外籍勞工與移民等服務事業、機構所需之設備及經費，同年依據《民法》申請設立全國性宗教法人「財團法人臺灣省天主教會新竹教區」，主管機關為內政部。
1966年，杜華神父於新竹市北大路成立天主教新竹社會服務中心。
以下簡要敘述1961年新竹教區正式成立前，耶稣会、方济各会及瑪利諾會分別在新竹、桃園及苗栗地區開教的福傳工作：

### 耶穌會在新竹縣市的福傳工作
自1952年11月1日以後，費濟時主教被殷保祿神父委付擔任新竹地區的會長，負責管理原屬於中國傳教區，即將不斷增加被派往新竹的耶穌會士。耶穌會尋求在新竹建立一座適當的住院及教堂，從1952年以後，曾六次搬遷其中心住院，從一個房子到另一個房子。經由四年激烈的協商，終於買下了位於兩條主要大道交叉口的一片土地。1957年9月8日，教廷駐華公使黎培理樞機，為這計劃的教堂舉行了奠基禮。顧（ku）姓承包商同時興建兩座800坪的建築，聖母無染原罪堂（聖母聖心堂）及耶穌會會院。這座新教堂具現代哥德式風格，雙鐘塔在正面兩側，面對中正路及北大路的街角。教堂中央有六百個座位，兩側有通道，形成轉角像是兩翼。每個通道上有第二層樓，做為教堂的大廳及辦公室。  新的聖母聖心堂在1958年4月5日復活節隆重落成，有1200名教友參加，當天有78名望教友領洗。5月25日五旬節郭若石總主教給642位新竹各堂區 的新入教者堅振。新教堂的祝聖遲至11月26日基督普世君王節舉行，郭若石總主教主持大禮彌撒，有九位主教及高級神職參禮。超過六十位神父，一百位修女及大約兩千名教友及望教友。  新竹縣五峰鄉的傳教工作是1955年西班牙籍耶穌會士孫國棟神父抵達竹東後開始的。竹東是五峰鄉原住民進出的門戶，因而成為耶穌會到原住民部落傳教的第一站。天主教在五峰鄉的傳教工作非常順利，宗教能安定人心，天主教在那個動盪的年代，確實發揮了它的社會功能。而天主教的傳入，使得賽夏族藉由教會的活動，而能與泰雅族、客家人平等地相處，甚至成為天主教的傳教員，成為教會的領導者，這為飽受外來文化衝擊的賽夏族人而言，也是與有榮焉。

### 方濟會在桃園地區的福傳工作

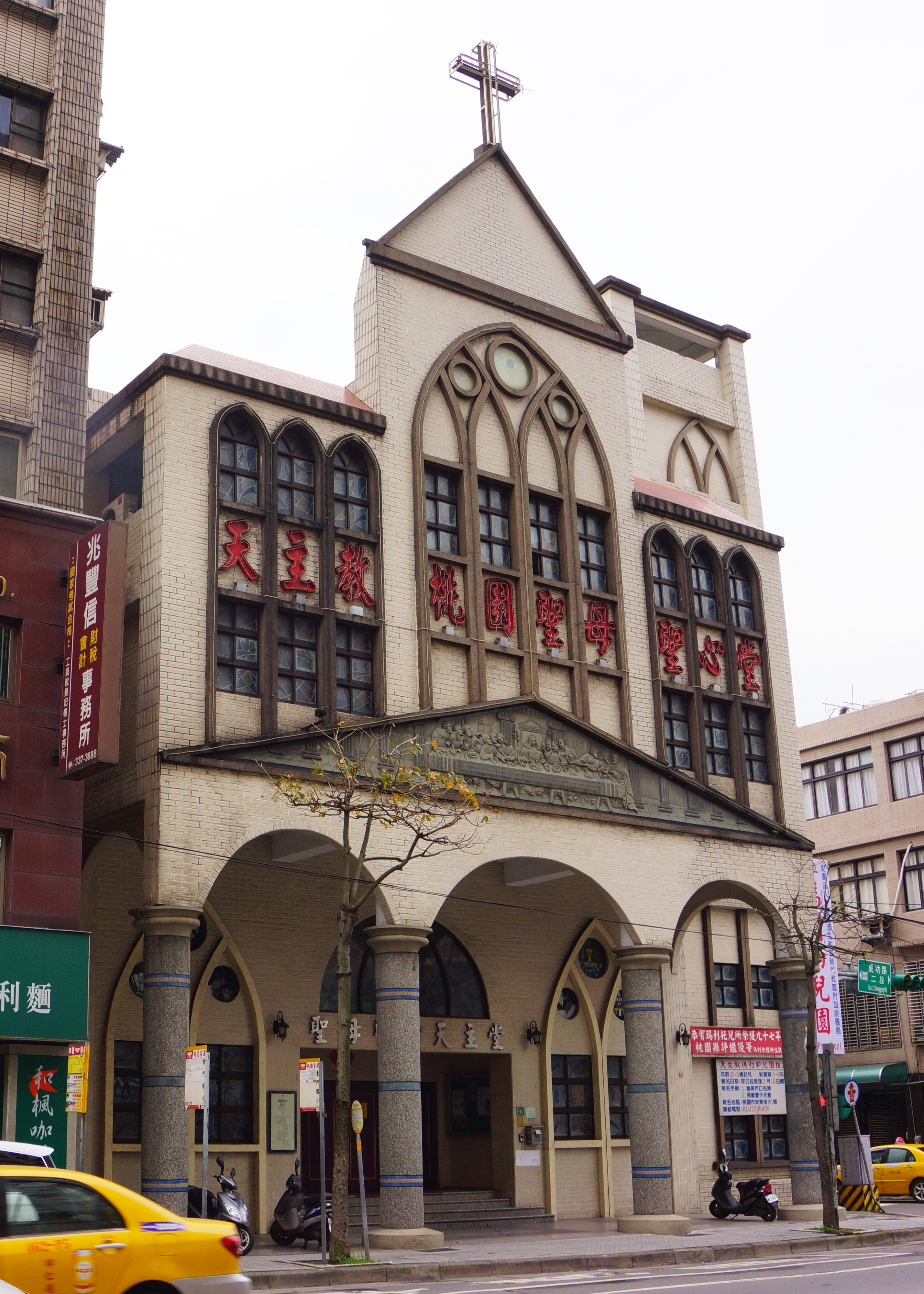
桃園聖母聖心堂

教廷駐華公使黎培理樞機於1952年6月向臺北教區郭若石總主教推薦方濟會湖南長沙總教區藍澤民總主教（Petronius Lacchio OFM）來臺協助福傳工作；1952年藍主教偕同兩位方濟會義籍會士何秉道和石德神父，先在桃園成功路租了一層樓居住，並開始傳教。同年11月21日上述計畫蒙羅馬教廷具文批准，即在成功路二段購得一塊土地及民房數間，作為在桃園縣傳福音的第一個根據地。翌年（1953）初，藍主教展開福傳工作，慕道者迅速增加，即開始籌建聖堂，於12月20日，桃園縣第一座聖堂－聖母聖心堂落成；同年，藍主教巡迴了整個桃園縣，當時的桃園縣包括桃園、中壢、平鎮、龍潭、楊梅、新屋、觀音、龜山、八德、大溪、復興、大園、蘆竹等十三個鄉鎮，經過全盤的了解和計畫，至1954年初，方濟會的神父陸續離開中國大陸，來到桃園，藍主教即按當時的需要分派神父，先後在大溪、中壢、楊梅、大園、龍潭、復興等地傳教中心傳福音。

### 瑪利諾會在苗栗地區的福傳工作
1951年苗栗縣在天主教行政區塊上，屬於臺北宗座監牧區，當時正擬設堂開教，適值天主教美國瑪利諾會有意在臺工作，遂與當時瑪利諾會華南區會長宋化民神父洽商，派員來臺傳教，時為1952年6月12日。1952年12月3日宋化民神父率許嘉祿、賴主恩神父抵台，買下一間民宅裝修後改為教堂使用，名稱聖亞納堂，1953年1月正式啟用，舉行第一台彌撒。許嘉祿神父為首任本堂司鐸。1953年至1954年期間陸續有賈正道、慕道宏、馬覺民、白仿稚、謝根基及羅方等神父先後由美來苗福傳。1955年6月北苗堂（玫瑰堂）由梅蔕堅神父接管，許嘉祿神父遷高苗里另設苗栗傳教辦事處專責管理苗栗縣各堂區傳教事務，1956年因病返國就醫，同年11月唐汝琪主教（原為廣西省梧州教區主教）來苗栗接掌第二任苗栗總鐸職務。 唐汝琪主教自1956年接任總鐸職後，一面致力於苗栗縣教務，18鄉鎮先後籌款建立了南苗、大湖、銅鑼、頭份、南庄、公館、三義、通霄、苑裡、竹南、後龍、卓蘭、北苗、三灣、泰安、造橋、大湳、清安及頭屋等18個神父駐在的堂區。為因應本地教會發展的需求，培訓傳教人選刻不容緩，於1958年男女傳教員訓練學校分別成立，女傳教員訓練學校設於苗栗博愛街，由瑪利諾會關德睿，德貞美二位修女負責辦理。造就了不少男女傳教優秀人才，協助各堂傳教工作功不可沒。最多傳教員時期多達約80位。

## 堂區
新竹教區共管轄74個堂區（Parish），整個教區另劃分為4個總鐸區（Deanery），每個總鐸區由區內各堂區的主任司鐸（Pastor）之中選出一位總鐸（Dean），以利於教務管理，並作為各堂區與教區之間的連繫橋樑。

### 西新竹總鐸區

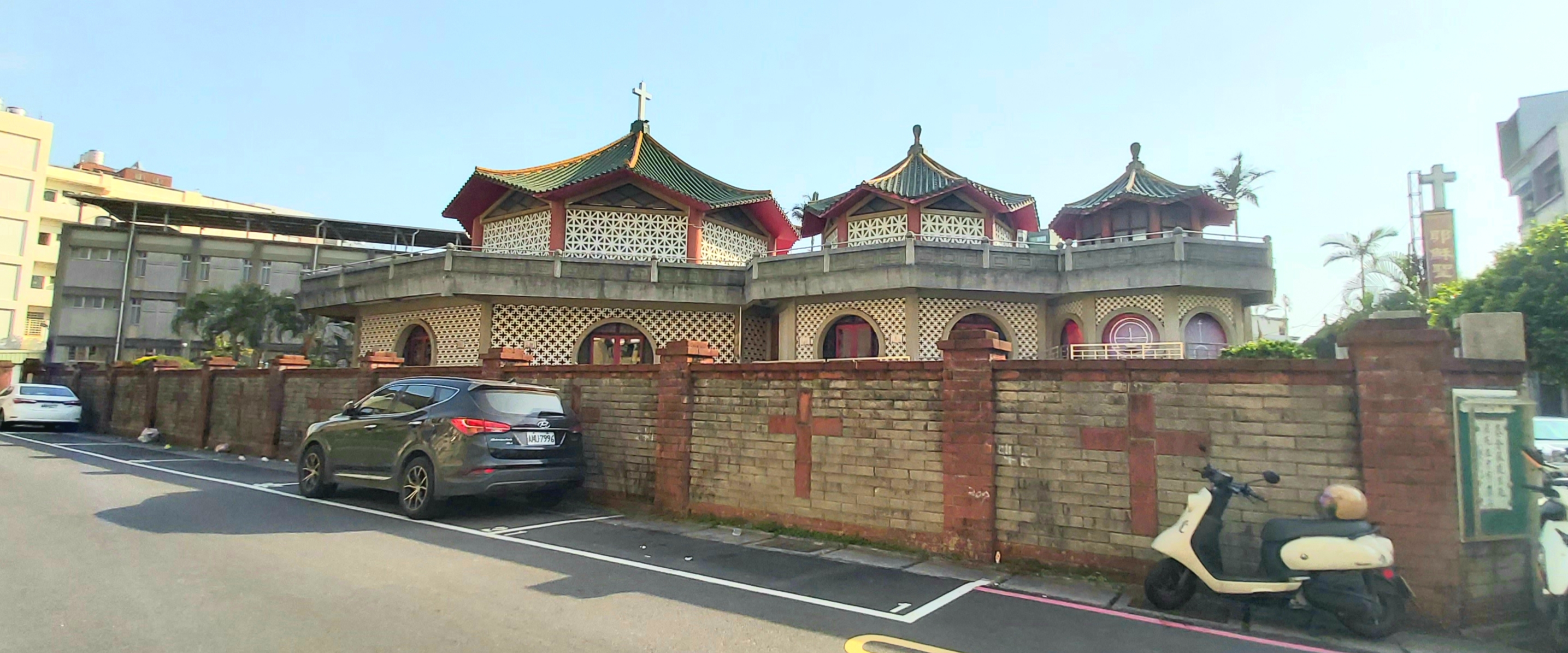
耶穌聖心堂

- 聖母聖心主教座堂（新竹市北區，北大堂）
- 耶穌聖心堂（新竹市北區）
- 聖若望堂（新竹市北區）
- 聖保祿堂（新竹市北區）
- 聖若瑟堂（新竹市東區）
- 加爾默羅聖母堂（新竹市東區）
- 聖神堂（新竹市東區）
- 聖家堂（新竹市東區）
- 聖彌格爾堂（新竹市東區）
- 天主聖三堂（新竹市香山區，香山天主堂）
- 玫瑰聖母堂（新竹市香山區）
- 聖母升天堂（新竹縣湖口鄉）
- 聖母領報堂（新竹縣新豐鄉）
- 耶穌聖心堂（新竹縣竹北市）
- 聖女德蘭堂（新竹縣竹北市）
- 聖母聖心堂（新竹縣寶山鄉）
- 聖女小德蘭朝聖地（新竹縣寶山鄉）

### 東新竹總鐸區
- 聖若瑟堂（新竹縣新埔鎮）
- 耶穌聖心堂（新竹縣關西鎮）
- 聖亞納堂（新竹縣關西鎮，馬武督天主堂）
- 無玷聖母堂（新竹縣竹東鎮）
- 聖若瑟堂（新竹縣竹東鎮，下公館天主堂）
- 聖若瑟堂（新竹縣橫山鄉，九讚頭天主堂）
- 耶穌聖心堂（新竹縣芎林鄉）
- 耶穌君王堂（新竹縣北埔鄉）
- 基督救世主堂（新竹縣五峰鄉）
- 聖十字架堂（新竹縣五峰鄉）
- 露德聖母堂（新竹縣尖石鄉，尖石天主堂）
- 聖伯多祿堂（新竹縣尖石鄉，水田天主堂）
- 聖母堂心堂（新竹縣尖石鄉，石磊天主堂）
- 瑪利亞天主之母堂（新竹縣尖石鄉）

### 桃園總鐸區
- 聖母聖心堂（桃園市桃園區）
- 救世主堂（桃園市桃園區）
- 聖三堂（桃園市桃園區）
- 聖體堂（桃園市桃園區）
- 聖伯多祿聖保祿堂（桃園市龜山區）
- 聖母升天堂（桃園市八德區）
- 聖彌格爾堂（桃園市八德區）
- 聖安多尼堂（桃園市中壢區；內壢天主堂）
- 耶穌聖心堂（桃園市中壢區）
- 聖安多尼堂（桃園市中壢區）
- 聖母無玷之心堂（桃園市平鎮區，貿易七村天主堂）
- 聖家堂（桃園市龍潭區）
- 聖母升天堂（桃園市龍潭區，十一份天主堂）
- 聖方濟堂（桃園市大溪區）
- 法蒂瑪聖母堂（桃園市大溪區）
- 耶穌君王堂（桃園市大溪區）
- 聖十字架堂（桃園市大溪區，三民天主堂）
- 耶穌聖體聖血堂（桃園市復興區，復興天主堂）
- 耶穌復活堂（桃園市復興區，羅浮天主堂）
- 聖伯鐸聖保祿堂（桃園市復興區，奎輝天主堂）
- 耶穌聖心堂（桃園市復興區，爺亨天主堂）
- 耶穌君王堂（桃園市大園區）
- 中華殉道聖人堂（桃園市大園區）
- 耶穌聖母聖心堂（桃園市蘆竹區；南崁天主堂）
- 聖若瑟堂（桃園市楊梅區；埔心天主堂）
- 法蒂瑪聖母堂（桃園市楊梅區）
- 聖若瑟堂（桃園市楊梅區富岡里）
- 耶穌聖心堂（桃園市新屋區）
- 聖母憂苦之慰堂（桃園市觀音區）

### 苗栗總鐸區
- 玫瑰聖母堂（苗栗縣苗栗市；北苗天主堂）
- 聖亞納堂（苗栗縣苗栗市；南苗天主堂）
- 天上之母堂（苗栗縣頭份市）
- 聖家堂（苗栗縣竹南鎮）
- 聖若瑟堂（苗栗縣大湖鄉）
- 法蒂瑪聖母堂（苗栗縣通霄鎮）
- 聖瑪利亞堂（苗栗縣銅鑼鄉）
- 聖莫尼加堂（苗栗縣三灣鄉）
- 聖瑪加利大堂（苗栗縣三義鄉）
- 聖保祿堂（苗栗縣公館鄉）
- 聖母無玷聖心堂（苗栗縣南庄鄉）
- 耶穌聖心堂 （苗栗縣苑裡鎮）
- 聖母無原罪堂（苗栗縣後龍鎮）
- 洛雷托聖母之家朝聖地（苗栗縣頭屋鄉）
- 聖伯多祿堂（苗栗縣卓蘭鎮）
- 耶穌聖心堂（苗栗縣泰安鄉）
- 耶穌復活堂（苗栗縣泰安鄉，士林天主堂）

## 歷任主教列表
| 項次     | 中文姓名     | 英文姓名 | 任期                                          |
| 1        | 杜寶晉主教   |          | 1961年3月21日－1983年6月29日                  |
| 2        | 劉獻堂主教   |          | 1980年10月24日（就任助理主教）－2004年12月4日 |
| 3        | 劉丹桂主教   |          | 2004年12月4日－2005年5月30日                  |
| 宗座署理 | 鄭再發總主教 |          | 2005年5月30日－2006年4月6日                   |
| 4        | 李克勉主教   |          | 2006年4月6日－迄今                            |

## 歷任主教介紹

### 首任主教：杜寶晉（1961年－1983年）

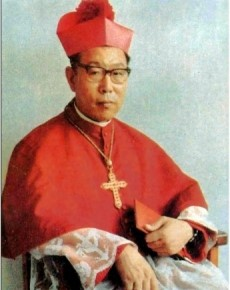
杜寶晉主教

杜寶晉主教1910年3月19日生於河北趙縣南馮村，1931年尚為修士的杜主教遠赴羅馬宗座傳信大學攻讀神學與教會法，1937年晉鐸，二年後獲蒙席榮銜，任傳信大學秘書長，1961年奉派來臺灣成立新竹教區並擔任主教。
杜主教將教區分為四個總鐸區，讓方濟會在桃園、耶穌會在新竹及瑪利諾會在苗栗等地繼續發揮作用。在興學方面，1963年杜主教一手創辦之磐石中學成立，1965年由獻縣神父們贊助之振聲中學也開始招生。
梵蒂岡第二次大公會後，1971年杜主教召開教區大會，確定了各堂區成立教務協進會（後改為教友傳教協進會）為第一優先工作，更於1979年引入聖高隆傳教會神父來臺，補充福傳人力之不足，任期後半段將極大的心力投注在新竹教區中心的建設工作上。1984年底因病重住院，1986年永息主懷，享年77歲。

### 第二任主教：劉獻堂（1983年－2004年）

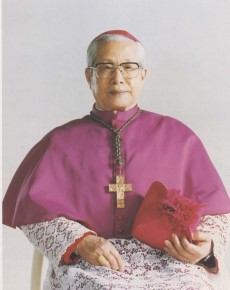
劉獻堂主教

劉獻堂主教1928年12月21日生於河北獻縣宗座代牧區的東雙坦村，於1949年10月逃難至菲律賓，入若石總修院，1956年11月晉鐸。1957年赴羅馬宗座傳信大學攻讀教會法碩士及博士，後又獲比利時生命之光學院宗教教育碩士學位。1961年任職公東高工，1965年籌備振聲中學後擔任校長達十五年。因杜寶晉主教健康不佳，1980年，教宗若望保祿二世將他任命為助理主教，他於1981年晉牧。杜寶晉主教於1983年辭職獲准，劉主教自動升任為新竹教區正權主教。
在解決教區內神父老邁的問題上，劉主教時期再同聖衣會（1981年）、菲律賓傳教會（1989年）、韩国外方传教会（1990年）及聖神會（1997年）等國外修會團體締約，補充神職人員人力。這些修會團體人數較少，多半也缺乏和中國教會的歷史淵源，初來時挑戰不少。所幸不少人抱著信仰熱火，始終堅持傳教。1988年開始，依序有教區培育的神父汪文麟、李克勉、詹德壬、張富榮、彭振坤、賴泉雄及楊安仁等晉鐸，雖然人數依舊不足，但熟悉本地的他們卻也是最能支持教區發展的支柱。2004年末時，年逾76歲的劉主教屆齡榮退。

### 第三任主教：劉丹桂（2005年）

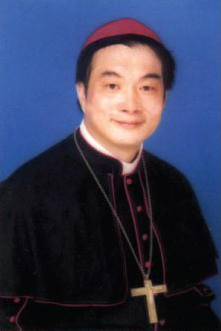
劉丹桂主教

劉丹桂主教1953年6月11日生於臺中縣東勢鎮，輔仁大學神學院畢業，並曾赴羅馬進修深造。劉主教於1981年晉鐸，1999年接受祝聖就職臺北總教區輔理主教。
由於劉獻堂主教年事已高，提出退休意向，聖座在2004年12月4日宣布劉丹桂主教獲選為新任新竹教區主教。惟劉主教2005年1月22日主教就職典禮後不久，即因處理教區繁重事務，心理壓力過大，導致身心俱疲，無法視行事務，只得入院靜養。教宗本篤十六世於2005年5月5日接受劉主教辭呈，並命臺北總教區鄭再發總主教暫時署理新竹教區宗座至再選出新主教。

### 第四任主教：李克勉（2006年迄今）

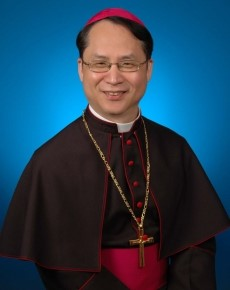
李克勉主教

李克勉主教聖名若翰，1958年生於台灣省臺南市，1980年由杜寶晉主教接納成為教區修士，1985年輔仁大學哲學系畢業後，赴爱尔兰進修神學，1989年自美諾斯大學神學系畢業。1990年晉鐸，1996至2002年期間至菲律宾聖多瑪斯大學攻讀教會法，並在馬尼拉市美倫堂區服務，1999年獲得聖多瑪斯大學教會法學碩士。2002年回台後，先後任本教區新竹市聖母聖心堂副主任司鐸及主任司鐸。2003年3月獲得聖多瑪斯大學教會法博士學位，同年8月任天主教臺灣總修院院長，2006年4月獲教宗本篤十六世任命為新竹教區主教，同年6月晉牧就職。 
李主教上任後以「共融、福傳」的牧職座右銘，全力推展教區的牧靈福傳工作，走訪堂區，並帶領建置教區的資訊化系統與管理制度，設置社福管理暨研發委員會、幼教聯合管理委員會（現為學前教育管理暨研發委員會）、教育學院等。此外，也積極與社會發展脈動結合，與政府合作推動多項關懷在地民眾與弱勢族群的活動，如：舉辦圣诞节踩街暨點燈祈福活動、鼓勵教區附設社福機構融入當地社區交流合作等。
李主教期許與教友們有更多的交流與合作，鼓勵教友在聖神的帶領下，自發性的規劃、參與牧靈工作。2011年適逢教區成立五十週年，李主教首次召開教區牧靈大會、彙集十大提案與決議（包括：禮儀、培育、領導風格、溝通與協調、信仰小團體、家庭與兒童、青年與聖召、外籍教友、福傳方法、社會關懷等），為教區勾勒出具體的發展方向；同年出版「跳躍五十 ~ 新竹教區愛火薪傳紀實」特刊。2015年並與國際人類生命組織合作，承辦「第二十屆信仰、生命與家庭亞太區國際會議, HLI」，本會是世界主教會議後第一個以家庭為主題的國際會議。
因應全球化潮流快速轉動著，李主教用心持續推動聖召工作，廣泛邀請了聖十字架聖母傳教會、耶穌聖心司鐸會、道生會、樂仁修會、聖母神慰會、泰國傳教會等神職人員，共同參與教區牧靈工作。他期許帶領教區與普世教會更緊密地結合，承先啟後，落實教會的訓導，為天主的真理、仁慈作見證。

## 教區各單位

### 主教公署

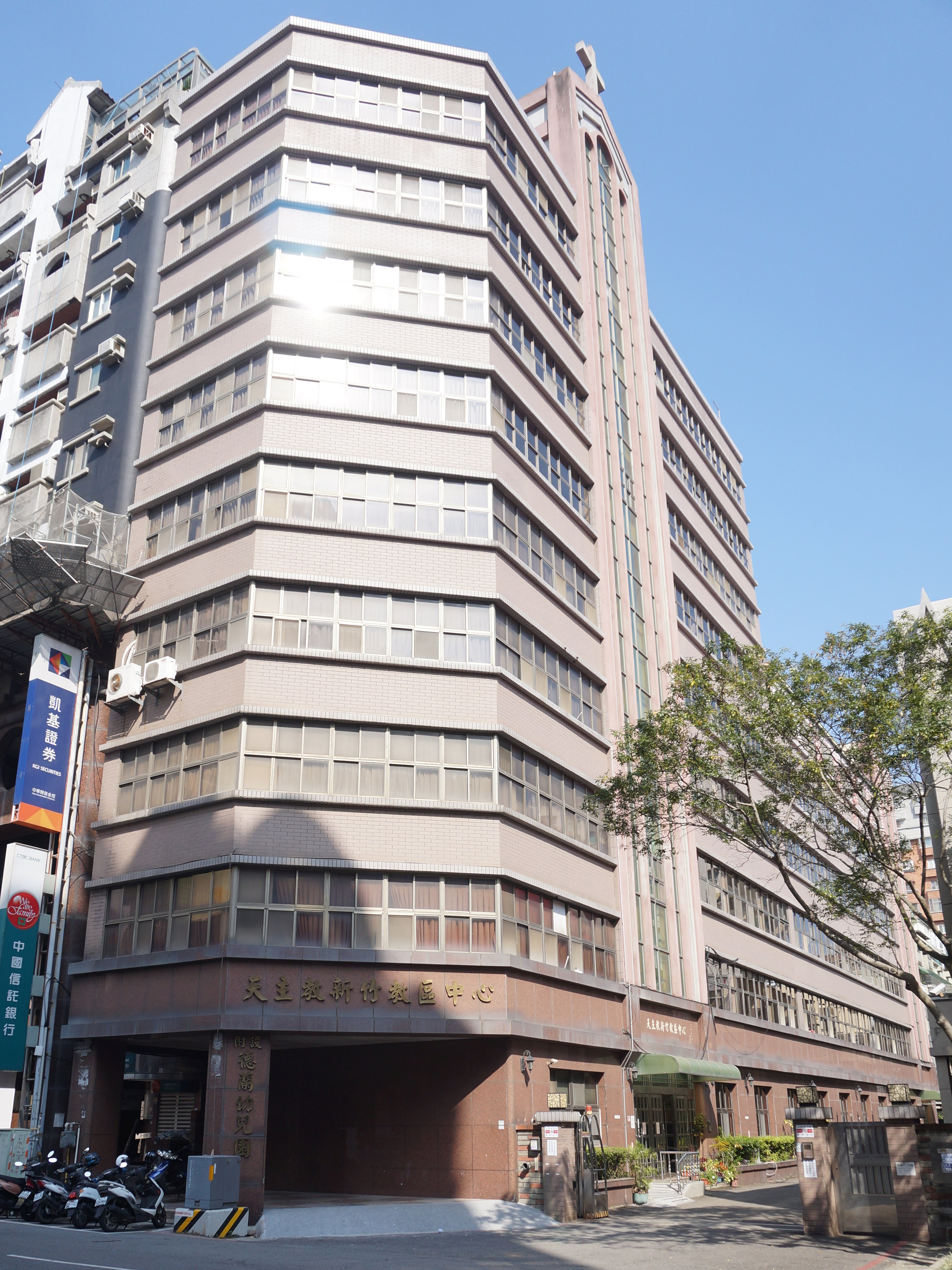
天主教新竹教區中心

天主教新竹教區的最高統轄機構為新竹主教公署，本部位於「天主教新竹教區中心」（新竹市北區中正路156號之1），與主教座堂相鄰。主教公署內設副主教、秘書長、財務長、主教代表、教區參議等職務，主教公署之下共設有數個委員會、司鐸諮議會、教區法庭等單位，共同肩負起教區內教務的運作。

### 相關機構

#### 各級學校
- 新竹市私立磐石高級中學 （網站（页面存档备份，存于））
- 新竹市私立曙光女子高級中學 （網站 （页面存档备份，存于））
- 新竹縣私立內思高級工業職業學校 （網站（页面存档备份，存于））
- 桃園市私立振聲高級中學 （網站（页面存档备份，存于））
- 新竹市私立曙光國民小學（網站（页面存档备份，存于））
- 新竹縣私立上智國民小學（網站 （页面存档备份，存于） ）
- 28所幼兒園

#### 文教中心
- 桃園市德來人文藝術學苑 （页面存档备份，存于）

#### 活動及靈修中心
- 新竹縣感恩退省院及活動中心
- 桃園市德來活動中心 （页面存档备份，存于）
- 新竹市香山牧靈中心
- 新竹市大學及職工青年活動中心
- 新竹市納匝肋靈修中心
- 桃園市天主教方濟生活園區 （页面存档备份，存于）
- 新竹縣內灣心靈小棧

#### 社福機構
- 天主教德來會附設德蘭兒童中心 (1991) （页面存档备份，存于）
- 新竹教區附設藍天家園 (1992)
- 新竹教區附設新竹縣聖方濟兒少中心 (2008)
- 新竹教區附設苗栗縣聖方濟育幼院 (2009)
- 新竹教區附設苗栗縣聖方濟少女之家 (2011) （页面存档备份，存于）
- 新竹教區附設新竹縣長安老人養護中心 (1994) （页面存档备份，存于）
- 新竹教區附設桃園市天使發展中心 (1990) （页面存档备份，存于）
- 新竹教區附設桃園市愛家發展中心 (2007)
- 新竹教區附設苗栗縣聖家啟智中心 (1990) （页面存档备份，存于）
- 竹北市老人安養中心 (2002)（竹北市公所委託營運）
- 新竹教區附設竹北社區式服務類長期照顧服務機構（竹北日間照顧中心）（2018）
- 寧園安養院 (1996) （页面存档备份，存于） （衛福部委託營運）
- 新竹教區附屬希望職工中心 (1986)
- 新竹教區附屬移民移工服務中心 (1998) （页面存档备份，存于）
- 新竹教區附屬邊緣青少年服務中心 (1999) （页面存档备份，存于）
- 新竹教區附屬越南外勞配偶辦公室 (2004)[永久]
- 新竹教區附屬聖吉安娜生命維護中心 (2008)[]
- 新竹教區附屬南庄鄉天主堂部落文化健康站 (2010)
- 新竹教區附屬泰安鄉中興部落文化健康站 (2012)
- 新竹教區附屬泰安鄉圓墩部落文化健康站(2011)
- 新竹教區附屬大園主僕兒童關懷站 (2010) （页面存档备份，存于）
- 新竹教區附屬新埔石光日間照顧中心C點（2018）
- 天主教德來會附設德來日間照顧中心 (2013) （页面存档备份，存于）
- 天主教耶穌會新竹社會服務中心 (1967)
- 天主教善牧社會福利基金會 (1997) （页面存档备份，存于） 信心家園、牧心家園
- 天主教華光社會福利基金會 (2001) （页面存档备份，存于）
- 天主教華光智能發展中心 (1983) （页面存档备份，存于）
- 天主教仁愛社會福利基金會 (2006) （页面存档备份，存于）
- 天主教仁愛啟智中心 (1975) （页面存档备份，存于）
- 天主教世光教養院 (1993) （页面存档备份，存于）
- 天主教世光教養院附設拙茁家園 (2010) （页面存档备份，存于）
- 天主教世光教養院附屬橫山日照中心、北埔日照中心、新埔日照中心 (2017)
- 天主教瑪利亞方濟各傳教女修會附設米可之家 (2006) （页面存档备份，存于）

#### 醫療機構
- 沙爾德聖保祿修女會醫療財團法人聖保祿醫院
- 天主教仁慈醫療財團法人仁慈醫院（页面存档备份，存于）
- 天主教仁慈醫療財團法人附設仁慈護理之家 （页面存档备份，存于）
- 天主教仁慈醫療財團法人附設仁慈居家護理所
- 天主教聖母診所

### 腳註
1. ↑  此為在中華民國內政部登記在案的宗教財團法人名稱。
2. ↑  內政部全國宗教資訊網. .   [2017-11-13]. （原始内容存档于2017-01-31）.
3. ↑  內政部. .   [2017-11-13].[]
4. ↑  內政部. .   [2017-11-13]. （原始内容存档于2018-02-01）.
5. ↑  . 天主教新竹教區. 2012.
6. ↑  .   [2017-11-13].

### 書目
- 《台灣天主教手冊》2017年版，台灣地區主教團秘書處編譯，天主教教務協進會出版社出版

### 網站
- 天主教新竹教區 （页面存档备份，存于）

## 外部連結
- 新竹教區入口網站 （页面存档备份，存于）